# 舞台廣場

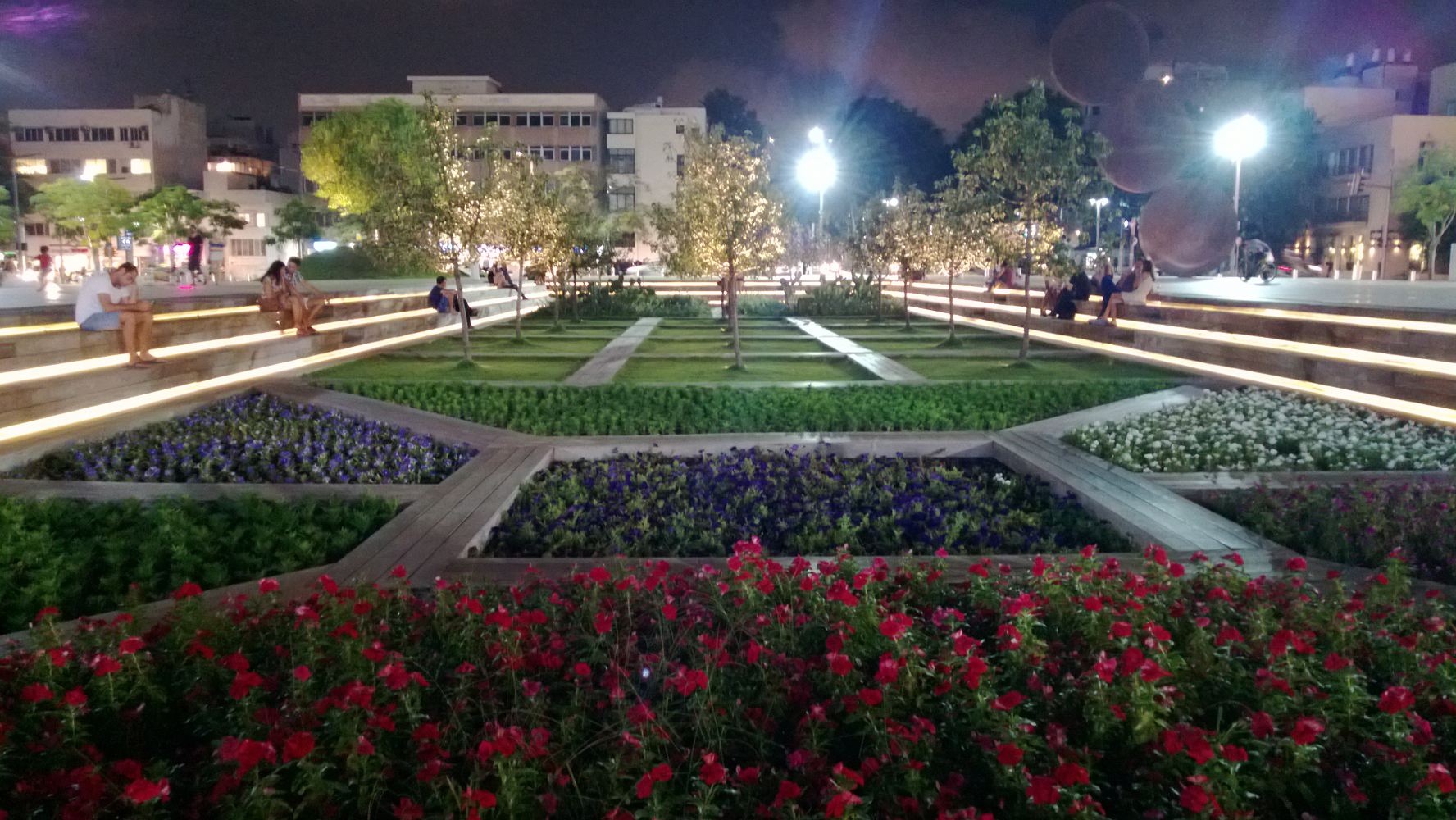
舞台廣場

舞台廣場是位於以色列城市特拉維夫的一座廣場，也是特拉維夫的主要廣場之一。舞台廣場的構想在1920年代就已經提出。舞台廣場聚集了眾多文化設施，如哈比馬劇院、特拉維夫文化宮等舞台廣場也是特拉維夫白城的一部分。

## 外部連結
- 维基共享资源上的相關多媒體資源：舞台廣場